# Hypnotic Eye
Hypnotic Eye är det trettonde och sista studioalbumet av Tom Petty and the Heartbreakers. Albumet spelades in under åren 2011-2014 och lanserades 2014 på skivbolaget Reprise Records. Albumet debuterade på plats 1 på amerikanska Billboard 200-listan, och blev därmed hans enda albumetta i USA. Det nådde också bra placering i många europeiska länder. Skivan nominerades 2015 till en Grammy i kategorin bästa rockalbum.

## Låtlista
(alla låtar skrivna av Tom Petty, utom #2, av Petty och Mike Campbell)
1. "American Dream Plan B" - 3:00
2. "Fault Lines" - 4:28
3. "Red River" - 3:59
4. "Full Grown Boy" - 3:26
5. "All You Can Carry" - 4:34
6. "Power Drunk" - 4:39
7. "Forgotten Man" - 2:48
8. "Sins of My Youth" - 3:49
9. "U Get Me High" - 4:11
10. "Burnt Out Town" - 3:05
11. "Shadow People" - 6:37
12. "Playing Dumb" - 4:13 (detta spår finns endast på vinylutgåvan och blue ray)

## Listplaceringar
- Billboard 200, USA: #1
- UK Albums Chart, Storbritannien: #7[2]
- Hitlisten, Danmark: #5[3]
- VG-lista, Norge: #6[4]
- Sverigetopplistan: #6[5]